# اکدام، یورگیر
اکدام، یورگیر (به لاتین: Akdam, Yüreğir) یک منطقهٔ مسکونی در ترکیه است که در استان آدانا واقع شده‌است.